# Сергій Афанасенко
Сергій Афанасенко (рум.: Serghei Afanasenco; рос: Сергей Афанасенко; нар. 7 квітня 1968 р.) — політик і колишній паралімпійський спортсмен з Республіки Молдова, який з 18 лютого 2015 року по 30 липня 2015 року обіймав посаду міністра молоді та спорту Республіки Молдова. Також він є президентом Паралімпійського комітету Республіки Молдова, а з 2009 по 2015 рік був тренером національної паралімпійської збірної Республіки Молдова.
У 2009 році Афанасенко кілька місяців був депутатом парламенту Республіки Молдова за списками Комуністичної партії, після чого законодавчий орган було розпущено. На парламентських виборах у Республіці Молдова в квітні 2009 року балотувався на посаду депутата з 57 позиції в списку ПКРМ, на виборах у липні 2009 року на 58 позиції в списку ПКРМ, а на наступних виборах, з 2010 року — на позиції 59. На парламентських виборах 2014 року Афанасенко балотувався за списком партії «Patria» на чолі з Ренато Усатим, посівши 26-ту позицію в списку.
Сергій Афанасенко був членом ПКРМ до 11 квітня 2014 року, коли залишив партію за власним бажанням.
Сергій Афанасенко за національністю українець, але розмовляє виключно російською мовою. Він став першою людиною з обмеженими можливостями в історії Республіки Молдова, яка стала міністром. За фахом — токар. У 2006—2013 роках навчався в Державному університеті фізичного виховання і спорту, ставши в 38 років випускником фізичного виховання і спорту. З 1999 року — президент Асоціації людей з інвалідністю «Інваспорт». Він представляв Республіку Молдова на кількох міжнародних змаганнях для людей з обмеженими можливостями. З 2008 року Сергій Афанасенко працює в дитячо-юнацькому центрі «Артіко» в Кишиневі як головний спеціаліст і тренер.

## Нагороди
- Нагороджений медаллю «Громадянські заслуги» Указом Президента Республіки Молдова №. 1552—111 від 02.12.2003
- Нагороджений Орденом Пошани Указом Президента Республіки Молдова № 2809-IV від 27.01.2009
- Орден Республіки (2020)[12]